# Robert Urich
Robert Michael Urich (19 de dezembro de 1946 — Thousand Oaks, 16 de abril de 2002) foi um ator norte-americano.
Ele atuou em seriados de televisão como Spenser: For Hire (1985–1988) e Vega$ (1978–1981). Ele também apareceu em outras séries de televisão ao longo dos anos incluindo S.W.A.T. (1975), Soap (1977) e The Lazarus Man (1996), como também em diversos filmes incluindo Turk 182!, The Ice Pirates e Magnum Force.
O ator tinha anunciado em 1996 que estava sofrendo de um raro tipo de câncer que atinge as juntas do corpo, tendo sido submetido a diversos tipos de tratamento nos últimos anos de sua vida.
Robert Urich faleceu em 16 de abril de 2002 em um hospital de Los Angeles, Estados Unidos, cercado por parentes e amigos, segundo agente do ator, Cindy Guagenti.
Em 1992 recebeu um Prêmio Emmy, o maior da TV, pela narração do filme da National Geographic "U-Boats: Terror On Our Shores".

## Seriados de televisão
- Kung Fu (1973) - "Greg Dundee" episódio:Irmão de Sangue(Blood Brother) 1a temporada
- Bob and Carol and Ted and Alice (1973) - "Bob Saners"
- S.W.A.T. (1975–76) - "Oficial Jim Street"
- Soap (1977) - "Peter Campbell"
- Tabitha (1976–77) - "Paul Thurston"
- Vega$ (1978–1981) - "Dan Tanna"
- Fighting Back: The Rocky Bleier Story (1980) - "Rocky Bleier"
- Gavilan (1982) - "Robert Gavilan"
- Princess Daisy (1983) - "Patrick Shannon"
- Mistral's Daughter (1984) - "Jason Darcy"
- National Geographic Explorer (1985–1995)
- Amerika (1987 mini-series) - "Peter Bradford"
- Spenser: For Hire (1985–88) - "Spenser"
- Cheers (1988)
- Lonesome Dove (1989) - "Jake Spoon"
- Blind Faith (1990) - "Rob Marshall"
- American Dreamer (1990) - "Tom Nash"
- Survive the Savage Sea (1992) - "Jack Carpenter"
- Crossroads (1992) - "Johnny"
- It Had to Be You (1993) - "Mitch Quinn"
- A Perfect Stranger (1994) - "Alex Hale"
- The Lazarus Man (1996–97) - "Lazarus"
- The Nanny (1997) - "Juiz Jerry Moran"
- Vital Signs (1997)
- Invasion America (1998) - "Briggs"
- The Love Boat: The Next Wave (1998) - "Capt. Jim Kennedy"
- Miracle on the 17th Green (1999) - "Mitch McKinley"
- Emeril (2001) - "Jerry"

## Filmografia
- Endangered Species
- The Ice Pirates
- Turk 182!
- Magnum Force
- Killdozer
- Spooner - 1989
- Deadly Relations
- Invitation to Hell
- Angel of Pennsylvania Ave
- Princess Daisy
- Captains Courageous (1996 film)
- Final Descent (1997)
- Final Run (1999)
- A Horse for Danny (April 1995)
- The President's Man 2 A Line in the Sand (2002)